# HD 91767
HD 91767，又名CP-60 1983，SAO 251014、HR 4151，是一颗恒星，视星等为6.23，位于銀經287.05，銀緯-2.42，其B1900.0坐标为赤經10h 30m 34.4s，赤緯-60° -2.42′ 15″。